# Thomas Vowler Short

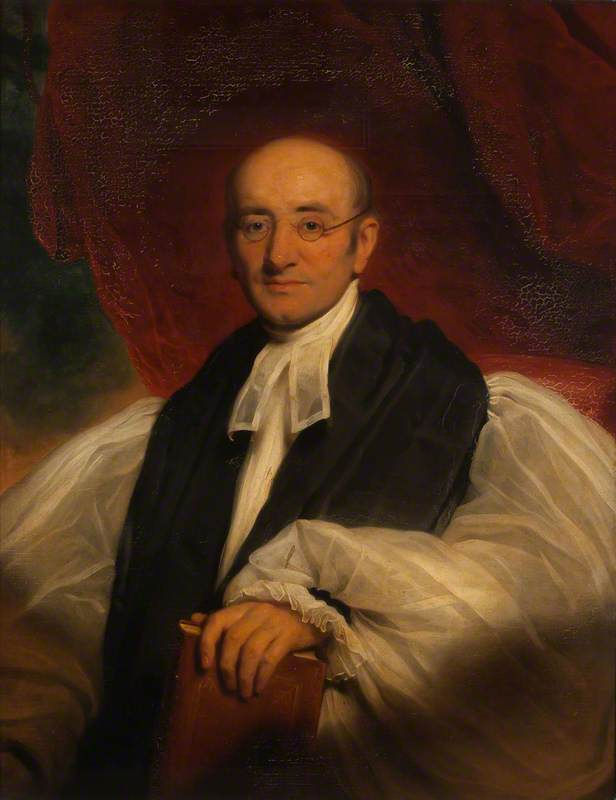
Thomas Vowler Short

Thomas Vowler Short (* 16. September 1790 in Dawlish, England; † 13. April 1872 in Gresford, Wales) war ein britischer Geistlicher und Schriftsteller. Von 1841 bis 1846 hatte er das Amt des Bischofs von Sodor und Man inne, danach war er von 1846 bis 1870 Bischof von St Asaph.

## Leben
Short wurde im Jahr 1790 als Sohn des Erzdiakons von Cornwall, William Short, geboren. Nachdem er Schulen in Exeter und Westminster besucht hatte, schrieb er sich 1809 im Christ Church College der Universität Oxford ein. 1813 weihte ihn der Bischof von Oxford zum Diakon; ein Jahr später trat er das Amt des Perpetual Curate in Drayton, Oxfordshire, an, das er jedoch schnell wieder aufgab. 1829 zog Short nach Kings Worthy in Hampshire. Der Lordkanzler des Vereinigten Königreichs, Henry Brougham, 1. Baron Brougham and Vaux, bot ihm 1831 das Amt des Gemeindepfarrers von St George’s Church in Bloomsbury – heute ein Teil von London – an, welches er auch annahm. 1837 schloss er sein Studium mit dem Doktortitel der Theologie ab; im gleichen Jahr folgte die Ernennung zum Deputy Clerk of the Closet Königin Victorias.
1841 wurde Short als Nachfolger von Henry Pepys, Bischof von Sodor und Man; sein Sitz befand sich auf der Isle of Man. 1846 wurde er auf Anraten John Russells ins walisische St Asaph versetzt, wo er die folgenden 24 Jahre als Bischof amtierte. Zwei Jahre nach seinem Rücktritt, 1872, starb Short im Alter von 81 Jahren in der Pfarrei von Gresford. Das Begräbnis fand in St Asaph statt.
Obwohl die Oxford-Bewegung erst an Einfluss gewann, nachdem Short die Universität verlassen hatte, war er doch mit Edward Bouverie Pusey und John Keble eng befreundet, die beide Führer der Bewegung waren; John Henry Newman, ein weiteres Mitglied, legte bei ihm seine Diplomprüfung ab.
Während seiner Amtszeiten als Bischof, sowohl auf Man als auch in St Asaph, richtete Short sein Augenmerk vornehmlich auf Bildungsfragen. Er unterstützte besonders den Bau neuer Schulen in seinem Bistum; als er sein Bischofsamt in St Asaph niederlegte, besaß jede Pfarrgemeinde in seinem Einflussbereich ein Schulgebäude.

## Werke (Auswahl)
- Sermons on Some of the Fundamental Truths of Christianity. Oxford 1829.
- A Sketch of the History of the Church of England to the Revolution 1688. Oxford 1832.
- National Education and the Means of Improving It. London 1835.
- Hints on Teaching Vulgar and Decimal Fractions. London 1840.
- Letters to an Aged Mother by a Clergyman. London 1841.
- On the Management of a Parish, of Sunday Schools and the Method of Preparing Catechumens for Examination. London 1847.